# Opowieści z Klonowego Miasteczka
Opowieści z Klonowego Miasteczka (jap. メイプルタウン物語 Meipuru Taun Monogatari) – japoński serial animowany wyemitowany w latach 1986–1987 przez TV Asahi produkcji Toei Animation.

## Wersja polska
W Polsce serial emitowany był na kanale Nasza TV w wersji z polskim lektorem, którym był Henryk Pijanowski.

## Obsada (głosy)
- Maya Okamoto – Patty
- Yoku Shioya – Bobby
- Yusaku Yara – Gretel
- Reiko Mutō – Christine (matka Patty)
- Hideyuki Tanaka – Marcel (ojciec Patty)
- Keiko Han – Ann (siostra Patty)
- Mayumi Shô – Diana
- Satoko Yamano – Puripurin
- Chisato Nakajima – Judy
- Chieko Honda – Mary / Laura
- Chiyoko Kawashima – Mireille Pearson Antelope (Nauczyciel)
- Yūko Mita – Cindy / Karl
- Akio Nojima – Harrison (Doktor)
- Kazuko Sugiyama – Jane
- Hiroshi Takemura – Johnny
- Hiromi Tsuru – Lala
- Eiko Yamada – Stella
- Nana Yamaguchi – Chirine